# تپه چای تپه سی
تپه چای تپه سی مربوط به دوره اشکانیان - سده‌های اولیه دوران‌های تاریخی پس از اسلام است و در شهرستان گرمی، بخش موران، دهستان اجارود شرقی، روستای دمیرچلی واقع شده و این اثر در تاریخ ۱۲ دی ۱۳۸۶ با شمارهٔ ثبت ۲۰۴۲۲ به‌عنوان یکی از آثار ملی ایران به ثبت رسیده است.